# Sahag I (ormiański patriarcha Konstantynopola)
Sahag I (ur. ?, zm. ?) – w roku 1707 i w latach 1708–1714 46. ormiański Patriarcha Konstantynopola.